# Eiji Tomii
Eiji Tomii (japanisch 富井 英司 Tomii Eiji; * 7. Oktober 1987 in der Präfektur Miyazaki) ist ein ehemaliger japanischer Fußballspieler.

## Karriere
Tomii erlernte das Fußballspielen in der Jugendmannschaft der Yokohama F. Marinos und der Universitätsmannschaft der Hōsei-Universität. Seinen ersten Vertrag unterschrieb er 2010 beim SC Sagamihara. 2012 wechselte er zu Grulla Morioka. Am Ende der Saison 2013 stieg der Verein in die J3 League auf. 2015 wechselte er zum Ligakonkurrenten Fujieda MYFC. Ende 2015 beendete er seine Karriere als Fußballspieler.